# مهرجان العسل (العيدابي)
مهرجان جازان للعسل ويعرف أيضاً باسم مهرجان العسل بمحافظة العيدابي هو مهرجان سياحي يقام في محافظة العيدابي التابعة لمنطقة جازان الواقعة جنوب غربي السعودية، وهو يختص بعرض أصناف مختلفة من العسل الذي تعمل على إنتاجه مناحل المنطقة في كافة محافظاتها ومراكزها. كما يتخلل المهرجان عدد من الفعاليات المصاحبة.

## نبذة
يقوم النحّالون من جميع محافظات المنطقة بعرض منتجاتهم في المهرجان والتي تتمثل بطرح أصناف مختلفة من العسل الطبيعي، ويتم فيه التحقق من جودة العسل عن طريق لجنة تساهم فيها وزارة البيئة والمياه والزراعة وجامعة جازان لضمان جودة العسل. كما يضم المهرجان خيمة تسوق ومعرض للأسر المنتجة، بالإضافة إلى عدد من الفعاليات المصاحبة. بدأت أول نسخة من المهرجان سنة 1436 هـ الموافق لسنة 2014، حيث أقيم على مساحة 60,000 متر مربع بساحة المركز الحضري في المحافظة، وقد شارك فيه نحو 50 نحّالاً بعرض كميات تصل إلى حوالي 25 ألف كيلو جرام من العسل. تتمتع المنطقة كونها أرض خصبة لإنتاج العسل حيث كشفت الإحصاءات أن عدد خلايا النحل في المنطقة بلغ سنة 2013 حوالي 9239 خلية من النوع الحديث و131719 خلية من النوع البلدي، وقد بلغ إنتاجها 295.972 كجم من العسل، و1000 كجم من الشمع، و23.500 كجم من الطرود أو مجموعات الإنتاج.